# Bandi (Autor)
Bandi (koreanisch 반디 [pa̠n.di], RR bandi, MR pandi, YR panti ‚Glühwürmchen‘, * vermutlich 1950 in der Provinz Hamgyeong, Nordkorea) ist das Pseudonym eines nicht näher bekannten Schriftstellers.
Unter diesem Pseudonym erschien 2014 in Südkorea ein Erzählband mit dem Titel 고발 (RR gobal, MR kobal, YR kopal), was so viel wie ‚Anklage; Berichterstattung; Whistleblowing‘ bedeutet. Er enthält sieben Kurzgeschichten, die in den 1990er Jahren entstanden und einen Einblick in den leidvollen Lebensalltag der nordkoreanischen Bevölkerung liefern. Die Rechte an dem Buch wurden in mehr als 20 Länder verkauft. Im Mai 2017 erschien es, von Ki-Hyang Lee unter dem Titel Denunziation ins Deutsche übersetzt, im Piper Verlag.
Zur deutschen Ausgabe hat Thomas Reichart, Ostasien-Korrespondent des ZDF, ein Vorwort verfasst. Danach sind die Manuskripte der sieben Erzählungen mit Hilfe einer südkoreanischen Hilfsorganisation für Flüchtlinge aus Nordkorea herausgeschmuggelt worden. Deren Vorsitzendem zufolge handele es sich bei Bandi um einen nach wie vor in Nordkorea lebenden und von der dortigen Regierung anerkannten Schriftsteller. Er sei Mitglied des Zentralkomitees der nordkoreanischen Schriftstellervereinigung. Vor der Veröffentlichung seien biographische und geographische Details, die Aufschlüsse über die Person des Autors hätten geben können, verändert worden, um Bandi vor der Verfolgung durch den nordkoreanischen Staat zu schützen.

## Werke
- 고발. 조갑제닷컴, 2014, ISBN 979-11-85701-02-8.
  - deutsch: Denunziation. Erzählungen aus Nordkorea. Aus dem Koreanischen von Ki-Hyang Lee; mit einem Vorwort von Thomas Reichart und einem Nachwort von Do Hee-Yoon. Piper Verlag, München 2017, ISBN 978-3-492-05822-3.